# Naevus mandonius
Naevus mandonius är en insektsart som beskrevs av Rauno E. Linnavuori 1969. Naevus mandonius ingår i släktet Naevus och familjen dvärgstritar. Inga underarter finns listade i Catalogue of Life.